# Scotophilus nucella
Scotophilus nucella là một loài động vật có vú trong họ Dơi muỗi, bộ Dơi. Loài này được Robbins mô tả năm 1973.